# 네모바지 스폰지밥 (캐릭터)
네모바지 스폰지밥(영어: Spongebob Squarepants 스폰지밥 스퀘어팬츠[*])은 《네모바지 스폰지밥》의 등장인물이자 주인공이다. 1986년 7월 14일에 태어났으며, 얼핏보면 인공적으로 만들어진 가정용 스폰지처럼 보이지만 실체는 자연계에서 태어난 식물성 원생생물인 해면동물이다. 직업은 집게리아 (영어: Krusty Krab)의 요리사이다. 미국판 성우는 톰 케니이며 한국판 성우는 전태열, 일본판 성우는 미야타 코우키이다.
스폰지밥은 2020년 영화 《스폰지밥 무비: 핑핑이 구출 대작전》에서 니켈로디언 무비스의 마스코트가 되어 작중 로고에 등장하고 있다.

## 캐릭터 소개
운전 실력이 형편없어 운전을 할 때마다 매번 사고를 일으키지만, 집게리아의 사장인 집게사장에게 실력을 인정받은 유능한 요리사이기도 하다. 가족으로는 애완 달팽이인 핑핑이가 있다. 부모님과는 분가한 상태이다. 매일 특이하게 웃는 표정을 지으며, 파인애플 모양의 집에서 살고 있다. 집게사장은 처음에는 스폰지밥의 실력을 무시하며 환영하지 않았지만, 네모바지 스폰지밥 시즌 1의 첫 번째 에피소드인 직원모집 편에서 집게리아에 몰려든 손님들에게 게살버거를 대접하는 기상천외한 순발력에 감동 받아 즉시 채용하였다. 햄버거 패티 하나하나를 정성스럽게 만들어 일에 대한 열정을 보이며, 가끔씩 중요한 상황에서 문제 발생과 위기에 몰렸을때, 가끔씩 논리적으로 문제를 해결하는 어른스러운 특징이 있기도 하다. (평상시에는 아이처럼 행동한다.) 그렇게 생각하면, 아예 수준이 없는 것도 아니지만, 남들이 겁쟁이라고 하거나 해고를 당하는 일과 혼날 행동을 했을때 거짓말도 간혹 한다. 가끔씩 징징이를 지나치게 쫓아다니며, 대답도 한번에 하지 않는다. 실패를 두려워하며, 뚱이와 친한 친구이자, BFF(Best Friend For ever)라고 쓰여있는 반지를 끼고있다. 운전을 하던 중에 사고를 내도, 자신이 사고를 냈다는 사실을 모르기 때문에 자신이 운전하는 보트에 치인 사람들에게 태연하게 인사를 하기도 한다.IQ가 낮다.
스폰지밥의 전임 집게리아 요리사인 짐에 비해서는 요리실력이 그다지 좋지 않지만 이건 스폰지밥의 요리실력이 보통보다 조금 나은 수준인 데에 비해 짐의 요리실력은 비키니시티 요리 랭킹 1위일 정도로 지나치게 뛰어난 요리사라는 점을 감안해야 한다. 실제로도 짐이 찾아와서 스폰지밥에게 요리를 알려줬으나 스폰지밥은 재능 차이가 너무 심해 좌절한 적이 있었다.

## 성격
평소 말썽을 많이 피우는 장난꾸러기이자, 남의 일에 참견하는 것을 좋아하며 징징이에게 유난히 관심이 많고, 타인의 말을 잘 알아 듣지 못한다. 때로는 특유의 성격으로 인해 남들을 귀찮게 하거나 민폐를 주며, 자신의 직장에서 하는 일을 즐기는 성격이자, 집게리아에서 일하는 시간을 가장 선호하며, 게살버거를 만들지 못하거나 집게리아에 출근하지 못하면 무기력해지거나 불안감을 느낀다. 해파리 낚시, 비눗방울 불기는 또 다른 취미이며, 남유럽적인 정서를 가지고 있는 캐릭터이며, 북유럽 정서를 가지고 있는 징징이와 반대되는 성격이자, 백치기가 짙은 캐릭터로, 한번에 대답 않고 질문을 반복한다. 실패를 두려워 하며, 세밀한 것에 집착하거나 지나친 완벽주의를 추구해 일을 망치곤 한다. 까칠한 주민과는 어떻게든 친해지려는 낙천적인 성격을 가지고 있는데, 이로 인해 대개 의도치 않게 민폐를 끼치곤 한다. 특히 징징이가 가장 많은 피해를 받으며, 퍼프 선생님, 그리고 반려동물인 핑핑이까지도 피해를 받는다. 스폰지밥은 어떻게든 징징이와 놀려고 어떠한 행동도 마다하지 않으나, 징징이는 그런 스폰지밥을 피하며, 핑핑이 역시 피해를 많이 받는다. 자신이 사고 친 것을 두려워해 남에게 뒤집어 씌우기도 하며, 자신의 잘못을 인정하지 않는 성격도 있으며, 세상을 잘 모르는 부분이 많다.

## 취미와 재능
요리
스폰지밥은 아기 때부터 뒤집개를 잡고 게살버거를 만들 수 있을 정도로 요리를 매우 잘 하는데 한번에 수백 개의 게살버거를 만들기도 한다.
비눗방울 불기
스폰지밥은 비눗방울로 자동차나 비행기 뿐만 아니라 비키니 시티에 모든 물고기를 태우고 날 수 있을 정도의 크기로 비눗방울을 만들 수도 있다.
해파리 낚시
뚱이와 함께 해파리 동산에 가서 해파리 낚시를 즐겨한다. 해파리 동산에 있는 거의 모든 해파리들을 잡아서 이름을 붙여 주었으며 해파리를 항상 자신의 친구로 생각한다. 해파리를 잡아서 해파리 젤리를 얻는다.

## 다른 캐릭터와의 관계

### 징징이(Squidward Tentacles)(깐깐징어)
집게리아에서 같이 일하는 직원이며 라이벌 관계이다. 스폰지밥 바로 옆 집에 살며 스폰지밥은 그를 좋아하지만 징징이는 스폰지밥을 질투하거나 싫어한다.

### 뚱이(Patrick Star)(별가)
스폰지밥과 제일 친한 친구이다.

### 집게사장(Eugene Krabs)(게살사장)
스폰지밥의 지배인이며, 사장에게 충성한 직원으로서 모든 일에 충실하지만, 실제는 징징이에게 더 잘해주려고 한다.

### 플랑크톤(Sheldon J. Plankton)
플랑크톤과 집게사장의 라이벌 관계 때문에 집게리아에서 일하는 스폰지밥은 집게사장의 편에서 대적할 때가 많지만, 가끔은 그에게 우호적이거나 친절하게 대하는 모습도 보인다.

## 게임 속의 스폰지밥
게임 속의 스폰지밥은 주로 관련 작품의 주인공으로도 활약하지만, 니켈로디언 크로스오버계 작품에서도 큰 빛을 발휘한다. 크로스오버계 작품에서는 스폰지밥 혼자 활약하는 게 아니라 아바타 - 라스트 에어벤더의 아앙을 포함해 대니 팬텀, 티미 터너와 코스모&완다, 지미 뉴트론, 캣독, 엘리, 러그렛츠, 로켓파워, 우주 스파이 짐 등이 스폰지밥의 든든한 친구들이며 대부분 공동의 위기 앞에서 똘똘 뭉치는 경우가 있지만, 작품에 따라, 특히 스포츠 관련 작품에서는 서로 경쟁하는 경우도 있다.

## 같이 보기
- 네모바지 스폰지밥
- 스펀지